# Андријевица
Андријевица је град и сједиште истоимене општине у Црној Гори. Према попису из 2023. било је 988 становника.

## Географија
Налази се на левој обали реке Лим. Андријевица је средиште истоимене општине и сматра се незваничним центром Васојевићке регије.

## Демографија
У насељу Андријевица живи 818 пунолетних становника, а просечна старост становништва износи 35,9 година (34,7 код мушкараца и 37,0 код жена). У насељу има 322 домаћинства, а просечан број чланова по домаћинству је 3,33.
Ово насеље је углавном насељено Србима (према попису из 2003. године).
|             | \| Демографија[2] \| Демографија[2] \| Демографија[2] \| \| Година \| Становника \| Становника \| \| -------------- \| -------------- \| -------------- \| \| \| \| \| \| \| \| \| \| \| \| \| \| \| \| \| \| 1948. \| 894 \| \| \| 1953. \| 899 \| \| \| 1961. \| 1.007 \| \| \| 1971. \| 994 \| \| \| 1981. \| 941 \| \| \| 1991. \| 933 \| 923 \| \| 2003. \| 1.193 \| 1.073 \| \| 2011. \| \| 1.048 \| \| \| \| \| |            |
| Демографија | |            |
| Година      | Становника | Становника |
|             | |            |
|             | |            |
|             | |            |
|             | |            |
| 1948.       | 894 |            |
| 1953.       | 899 |            |
| 1961.       | 1.007 |            |
| 1971.       | 994 |            |
| 1981.       | 941 |            |
| 1991.       | 933 | 923        |
| 2003.       | 1.193 | 1.073      |
| 2011.       | | 1.048      |
|             | |            |

| Етнички састав према попису из 2011.‍ | Етнички састав према попису из 2011.‍ | Етнички састав према попису из 2011.‍ | Етнички састав према попису из 2011.‍ | Етнички састав према попису из 2011.‍ |
| ------------------------------------ | ------------------------------------ | ------------------------------------ | ------------------------------------ | ------------------------------------ |
|                                      |                                      |                                      |                                      |                                      |
| Срби                                 | Срби                                 |                                      | 643                                  | 61,35%                               |
| Црногорци                            | Црногорци                            |                                      | 350                                  | 33,39%                               |
| Муслимани                            | Муслимани                            |                                      | 6                                    | 0,57%                                |
| неизјашњени                          | неизјашњени                          |                                      | 33                                   | 3,14%                                |
| укупно: 1.048                        |                                      |                                      |                                      |                                      |

| \| \| м \| \| \| ж \| \| ? \| 8 \| \| \| 9 \| \| 80+ \| 3 \| \| \| 13 \| \| 75—79 \| 10 \| \| \| 14 \| \| 70—74 \| 20 \| \| \| 26 \| \| 65—69 \| 15 \| \| \| 33 \| \| 60—64 \| 19 \| \| \| 17 \| \| 55—59 \| 16 \| \| \| 29 \| \| 50—54 \| 34 \| \| \| 24 \| \| 45—49 \| 52 \| \| \| 46 \| \| 40—44 \| 37 \| \| \| 53 \| \| 35—39 \| 31 \| \| \| 31 \| \| 30—34 \| 34 \| \| \| 27 \| \| 25—29 \| 40 \| \| \| 39 \| \| 20—24 \| 49 \| \| \| 44 \| \| 15—19 \| 43 \| \| \| 48 \| \| 10—14 \| 35 \| \| \| 42 \| \| 5—9 \| 26 \| \| \| 32 \| \| 0—4 \| 37 \| \| \| 37 \| \| Просек : \| 27 \| \| \| 8 \| |    |  |  |    |
| |    |  |  |    |
| | м  |  |  | ж  |
| ? | 8  |  |  | 9  |
| 80+ | 3  |  |  | 13 |
| 75—79 | 10 |  |  | 14 |
| 70—74 | 20 |  |  | 26 |
| 65—69 | 15 |  |  | 33 |
| 60—64 | 19 |  |  | 17 |
| 55—59 | 16 |  |  | 29 |
| 50—54 | 34 |  |  | 24 |
| 45—49 | 52 |  |  | 46 |
| 40—44 | 37 |  |  | 53 |
| 35—39 | 31 |  |  | 31 |
| 30—34 | 34 |  |  | 27 |
| 25—29 | 40 |  |  | 39 |
| 20—24 | 49 |  |  | 44 |
| 15—19 | 43 |  |  | 48 |
| 10—14 | 35 |  |  | 42 |
| 5—9 | 26 |  |  | 32 |
| 0—4 | 37 |  |  | 37 |
| Просек : | 27 |  |  | 8  |

| Број домаћинстава према пописима из периода 1948—2003. | Број домаћинстава према пописима из периода 1948—2003. | Број домаћинстава према пописима из периода 1948—2003. | Број домаћинстава према пописима из периода 1948—2003. | Број домаћинстава према пописима из периода 1948—2003. | Број домаћинстава према пописима из периода 1948—2003. | Број домаћинстава према пописима из периода 1948—2003. | Број домаћинстава према пописима из периода 1948—2003. |
| Година пописа                                          | 1948.                                                  | 1953.                                                  | 1961.                                                  | 1971.                                                  | 1981.                                                  | 1991.                                                  | 2003.                                                  |
| ------------------------------------------------------ | ------------------------------------------------------ | ------------------------------------------------------ | ------------------------------------------------------ | ------------------------------------------------------ | ------------------------------------------------------ | ------------------------------------------------------ | ------------------------------------------------------ |
| Број домаћинстава                                      | 305                                                    | 272                                                    | 264                                                    | 281                                                    | 259                                                    | 271                                                    | 338                                                    |

| Број домаћинстава по броју чланова према попису из 2003. | Број домаћинстава по броју чланова према попису из 2003. | Број домаћинстава по броју чланова према попису из 2003. | Број домаћинстава по броју чланова према попису из 2003. | Број домаћинстава по броју чланова према попису из 2003. | Број домаћинстава по броју чланова према попису из 2003. | Број домаћинстава по броју чланова према попису из 2003. | Број домаћинстава по броју чланова према попису из 2003. | Број домаћинстава по броју чланова према попису из 2003. | Број домаћинстава по броју чланова према попису из 2003. | Број домаћинстава по броју чланова према попису из 2003. | Број домаћинстава по броју чланова према попису из 2003. |
| Број чланова                                             | 1                                                        | 2                                                        | 3                                                        | 4                                                        | 5                                                        | 6                                                        | 7                                                        | 8                                                        | 9                                                        | 10 и више                                                | Просек                                                   |
| -------------------------------------------------------- | -------------------------------------------------------- | -------------------------------------------------------- | -------------------------------------------------------- | -------------------------------------------------------- | -------------------------------------------------------- | -------------------------------------------------------- | -------------------------------------------------------- | -------------------------------------------------------- | -------------------------------------------------------- | -------------------------------------------------------- | -------------------------------------------------------- |
| Број домаћинстава                                        | 322                                                      | 59                                                       | 62                                                       | 44                                                       | 71                                                       | 58                                                       | 18                                                       | 8                                                        | 0                                                        | 1                                                        | 1                                                        |

| Пол    | Укупно | Неожењен/Неудата | Ожењен/Удата | Удовац/Удовица | Разведен/Разведена | Непознато |
| ------ | ------ | ---------------- | ------------ | -------------- | ------------------ | --------- |
| Мушки  | 411    | 165              | 220          | 11             | 12                 | 3         |
| Женски | 453    | 131              | 222          | 83             | 15                 | 2         |
| УКУПНО | 864    | 296              | 442          | 94             | 27                 | 5         |

| Пол    | Укупно                    | Пољопривреда, лов и шумарство | Рибарство                            | Вађење руде и камена | Прерађивачка индустрија       |
| ------ | ------------------------- | ----------------------------- | ------------------------------------ | -------------------- | ----------------------------- |
| Мушки  | 179                       | 3                             | 0                                    | 0                    | 30                            |
| Женски | 128                       | 5                             | 0                                    | 0                    | 30                            |
| Укупно | 307                       | 8                             | 0                                    | 0                    | 60                            |
|        |                           |                               |                                      |                      |                               |
| Пол    | Производња и снабдевање   | Грађевинарство                | Трговина                             | Хотели и ресторани   | Саобраћај, складиштење и везе |
| Мушки  | 9                         | 2                             | 26                                   | 14                   | 10                            |
| Женски | 1                         | 0                             | 17                                   | 12                   | 3                             |
| Укупно | 10                        | 2                             | 43                                   | 26                   | 13                            |
|        |                           |                               |                                      |                      |                               |
| Пол    | Финансијско посредовање   | Некретнине                    | Државна управа и одбрана             | Образовање           | Здравствени и социјални рад   |
| Мушки  | 3                         | 2                             | 36                                   | 12                   | 11                            |
| Женски | 2                         | 1                             | 14                                   | 23                   | 13                            |
| Укупно | 5                         | 3                             | 50                                   | 35                   | 24                            |
|        |                           |                               |                                      |                      |                               |
| Пол    | Остале услужне активности | Приватна домаћинства          | Екстериторијалне организације и тела | Непознато            | Непознато                     |
| Мушки  | 14                        | 0                             | 0                                    | 7                    | 7                             |
| Женски | 3                         | 0                             | 0                                    | 4                    | 4                             |
| Укупно | 17                        | 0                             | 0                                    | 11                   | 11                            |

## Саобраћај
Локални путеви повезују Андријевицу са Беранима и Колашином (оба на око 30 км удаљености), где се локални путеви укрштају са путем Е65/Е80, који је главна друмска веза јадранске обале и Подгорице са северном Црном Гором и Србијом.

## Познате личности
- Пуниша Рачић, српски политичар, четник, члан "Црне Руке", агент српске војно-обавјештајне службе, атентатор на Стјепана Радића
- Михаило Лалић, црногорски и српски књижевник и академик
- Чедо Вуковић, југословенски и црногорски књижевник и академик
- Мило Стојковић, југословенски и српски сликар
- Богдан Јововић, официр Југословенске Народне Армије, прађед америчке глумице Миле Јововић

## Партнерски градови
- Чајетина, Србија
- Лепосавић, Србија